# Semtex

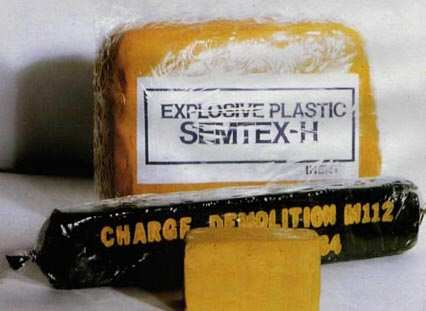
Semtex en andere plastic explosieven

Semtex is een plastisch explosief materiaal met een brede inzetbaarheid. Het werd voor het eerst gemaakt door een bedrijf in het voormalige Tsjecho-Slowakije, dat vaak van naam is veranderd. Het explosief wordt gebruikt voor het opblazen van gebouwen en ook voor bepaalde militaire doeleinden.
Semtex is vooral berucht doordat het zeer populair is bij terroristen. Het materiaal is zo sterk explosief, dat 250 gram voldoende is om een vliegtuig neer te halen (zo lukte het bij de aanslag boven Lockerbie in 1988 om met 312 gram een Boeing 747 te laten neerstorten).
Er zijn twee veelvoorkomende soorten semtex: type A, dat wordt gebruikt voor het opblazen, en type H (of SE), dat wordt gebruikt voor het "verharden":
|              | Semtex H                   | Semtex A |
| ------------ | -------------------------- | -------- |
| PETN         | 49,8%                      | 94,3%    |
| RDX          | 50,2%                      | 5,7%     |
| Kleurstof    | Sudan I (rood-oranje)      | Sudan IV |
| Antioxidant  | N-2-naftylaniline          | gelijk   |
| Plasticiteit | n-octylftalaatbutylcitraat | gelijk   |
| Bindmiddel   | styreen-butadieen rubber   | gelijk   |

Het explosief werd genoemd naar Semtin, een voorstad van Pardubice in oostelijk Bohemen waar het materiaal voor het eerst werd gemaakt. Het werd uitgevonden in 1966 door Stanislav Brebera, een chemicus bij VCHZ Synthesia. Het leek qua kneedbaarheid op andere plastische explosieven, zoals C-4, maar het was bruikbaar binnen een groter temperatuurbereik dan de alternatieven.
Het nieuwe explosief werd veel geëxporteerd, bijvoorbeeld naar Noord-Vietnam, dat 12 ton afnam. De grootste verbruiker was echter Libië, dat tussen 1975 en 1981 700 ton semtex afnam van het bedrijf, dat toen Omnipol heette.
De export nam dramatisch af nadat de naam in verband was gebracht met terroristische explosies, en in 2001 werd nog slechts 10 ton semtex geproduceerd. Bijna alle semtex wordt nu in het eigen land gebruikt. De export werd steeds meer aan banden gelegd, en sinds 2002 wordt alle handel van de Tsjechische fabrikant door de landelijke overheid gecontroleerd.
Ook is er aan de formule van het explosief iets veranderd onder internationale druk: er is ethyleenglycol-dinitraat aan toegevoegd om het explosief een herkenbare geur te geven, zodat het eenvoudiger te vinden is.
In juli 2008 ontstond commotie in Frankrijk, toen bleek dat uit een opslagplaats in Corbas (een voorstad van Lyon) 28 kg semtex en een aantal detonators waren verdwenen. In juli 2015 gebeurde hetzelfde in een legerbasis in Miramas.